# 雄太
雄太（ゆうだい、本名：川井 進〈かわい すすむ〉、1980年6月17日 - ）は、長野県佐久市出身の日本の元プロ野球選手（投手）。
プロ入りから2008年までの登録名は本名と同じ「川井 進」であったが、2009年に「川井 雄太」に改め、さらに2012年からは「雄太」としていた。

## 経歴

### プロ入り前
上田西高等学校では3年夏県大会ベスト8、進学した大東文化大学では2年春に主戦となるもそのシーズンで首都大学リーグ2部に降格し、4年秋の入替戦で自身が2勝して復帰に貢献。大学卒業後は日本通運へ入社し、変則左腕として都市対抗野球に2年連続で出場し救援登板、その活躍が即戦力と評価され、2004年のドラフト会議において中日ドラゴンズから4巡目で指名され、入団。背番号は17。小川将俊とは社会人時代もバッテリーを組んだ。

### プロ入り後
2005年には一軍で4試合に登板するも、その後2年間は一軍登板が無かった。左の先発候補としてウエスタン・リーグでは安定した成績を残すものの、豊富な先発陣の厚い壁に阻まれて活躍できなかった。
2007年のオフにドミニカのウィンターリーグへ参加したのをきっかけに成長を見せる。2008年4月11日に出場選手に登録され、4月16日の対読売ジャイアンツ戦（ナゴヤドーム）でプロ初勝利を挙げた。ヒーローインタビューではプロ入り直前に死去した父親へウィニングボールを捧げると涙ながらに語った。しかしこれ以降は調子を落とし、一軍と二軍の間を行き来し、この年はプロ初勝利となった1勝に終わった。契約更改により、年俸は200万円増加の1100万円となった。
2009年1月15日、登録名を「川井雄太」に変更することを発表した。変更の理由に心機一転をあげており、雄太という名前は知人と考えたとのことで、この名前には「雄々しく、図太く」との意味がある。3月5日のオープン戦で巨人を相手に4回5失点をしたことで、開幕は二軍で迎えるものの、4月21日に昇格し、4月26日の対巨人戦（東京ドーム）で1年ぶりの勝利を挙げると、6月の月間4勝（月間MVP投手部門を受賞）を挟み、7月12日の対広島東洋カープ戦（ナゴヤドーム）にて、球団新記録となる開幕9連勝をプロ初完封で飾り、7月30日の対巨人戦（東京ドーム）にて勝利したことで、開幕11連勝まで記録を伸ばした。次の登板となった8月6日の対阪神タイガース戦（ナゴヤドーム）で初黒星を喫した。その後、シーズン終了まで5連敗となり、規定投球回もクリアできずにシーズンを終えた。契約更改により、年俸が2300万円増の3400万円となったものの、その後の記者会見で開幕11連勝に対する評価は高くなかったと発言した。また、この年は日曜日に登板することが多かったため、ファンから「サンデー川井」と呼ばれるようになった。
2010年も先発ローテーションの一角として期待されるが、3月2日の広島とのオープン戦での負傷によって開幕ローテーションから漏れた。5月24日に一軍に昇格し、同日の対東北楽天ゴールデンイーグルス戦（ナゴヤドーム）にてシーズン初登板、初勝利を挙げた。しかし、この後1勝も挙げることも出来ずに3連敗し、二軍降格となった。最終的な成績は6試合に先発で出場し1勝3敗となるなど、前年からの期待を裏切ることとなった。
2011年は先発の谷間として活躍し、シーズン5勝を挙げる。5月8日の対巨人戦（ナゴヤドーム）にて1年ぶりにプロ2勝目となる白星を挙げ、10月11日の対東京ヤクルトスワローズ戦（ナゴヤドーム）では対ヤクルト戦での初勝利を挙げた。同年の日本シリーズ（対福岡ソフトバンクホークス戦）においても第4戦に先発した。契約更改により、年俸は750万円増の3000万円となった。
2012年1月15日に、登録名を「雄太」にすることが球団から発表された。シーズンは好不調の波が激しく一軍と二軍を往復することとなり、一軍での勝利数は3勝に終わり、防御率4.31と前年より大幅に悪化した。
2013年は開幕から二軍暮らしが続き、リーグ戦終盤に3試合登板したのみに終わった。
2014年は5月から一軍に登録されると、7月9日のヤクルト戦（神宮球場）では5回を投げて3安打無失点のところで降雨コールドとなり、2009年7月12日の対広島戦以来5年ぶり2度目の完封勝利を挙げた。その後も先発ローテーションの一角に定着し、19試合に登板（18試合に先発）して2009年に次ぐ6勝（7敗）をマークした。
2015年は3試合の登板に終わった。
2016年9月22日、ナゴヤドーム内での会見にて「ドラゴンズひと筋でやってきて、この球団で終わりたいと決めていた」と述べ、当シーズン限りでの引退を発表した。同年10月31日付で任意引退公示された。
引退後は、中日の編成部プロスカウトを務めた。その際の名義は「川井雄太」としていた。なお、2023年現在は同球団の広報を務めており、名義は本名の「川井進」に戻している。

## 人物
爪のケアを大切にしており、週1回は名古屋市内のネイルサロンに通っていた。

## 詳細情報

### 年度別投手成績
| 年 度      | 球 団      | 登 板 | 先 発 | 完 投 | 完 封 | 無 四 球 | 勝 利 | 敗 戦 | セ 丨 ブ | ホ 丨 ル ド | 勝 率 | 打 者 | 投 球 回 | 被 安 打 | 被 本 塁 打 | 与 四 球 | 敬 遠 | 与 死 球 | 奪 三 振 | 暴 投 | ボ 丨 ク | 失 点 | 自 責 点 | 防 御 率 | W H I P |
| ---------- | ---------- | ----- | ----- | ----- | ----- | -------- | ----- | ----- | -------- | ----------- | ----- | ----- | -------- | -------- | ----------- | -------- | ----- | -------- | -------- | ----- | -------- | ----- | -------- | -------- | ------- |
| 2005       | 中日       | 4     | 2     | 0     | 0     | 0        | 0     | 1     | 0        | 0           | .000  | 47    | 11.0     | 11       | 2           | 3        | 0     | 0        | 8        | 0     | 0        | 7     | 5        | 4.09     | 1.27    |
| 2008       | 中日       | 14    | 10    | 0     | 0     | 0        | 1     | 5     | 0        | 0           | .167  | 243   | 56.2     | 69       | 3           | 11       | 2     | 0        | 37       | 1     | 0        | 31    | 25       | 3.97     | 1.41    |
| 2009       | 中日       | 20    | 20    | 1     | 1     | 0        | 11    | 5     | 0        | 0           | .688  | 508   | 119.0    | 126      | 10          | 31       | 0     | 2        | 57       | 4     | 1        | 55    | 50       | 3.78     | 1.32    |
| 2010       | 中日       | 6     | 6     | 0     | 0     | 0        | 1     | 3     | 0        | 0           | .250  | 147   | 33.2     | 34       | 2           | 13       | 1     | 1        | 13       | 3     | 0        | 14    | 12       | 3.21     | 1.40    |
| 2011       | 中日       | 16    | 14    | 0     | 0     | 0        | 5     | 3     | 0        | 0           | .625  | 342   | 83.0     | 76       | 6           | 23       | 0     | 1        | 46       | 2     | 0        | 28    | 22       | 2.39     | 1.19    |
| 2012       | 中日       | 14    | 11    | 0     | 0     | 0        | 3     | 5     | 0        | 0           | .375  | 231   | 54.1     | 58       | 3           | 12       | 0     | 1        | 26       | 0     | 0        | 33    | 26       | 4.31     | 1.29    |
| 2013       | 中日       | 3     | 2     | 0     | 0     | 0        | 1     | 0     | 0        | 0           | 1.000 | 55    | 14.0     | 9        | 1           | 4        | 0     | 0        | 5        | 0     | 0        | 4     | 4        | 2.57     | 0.93    |
| 2014       | 中日       | 19    | 18    | 1     | 1     | 1        | 6     | 7     | 0        | 1           | .462  | 421   | 101.0    | 105      | 8           | 24       | 0     | 2        | 47       | 1     | 0        | 43    | 36       | 3.21     | 1.28    |
| 2015       | 中日       | 3     | 3     | 0     | 0     | 0        | 0     | 2     | 0        | 0           | .000  | 69    | 16.2     | 16       | 1           | 4        | 0     | 0        | 8        | 0     | 0        | 7     | 7        | 3.78     | 1.20    |
| 2016       | 中日       | 1     | 0     | 0     | 0     | 0        | 0     | 0     | 0        | 0           | ----  | 1     | 0.1      | 0        | 0           | 0        | 0     | 0        | 0        | 0     | 0        | 0     | 0        | 0.00     | 0.00    |
| 通算：10年 | 通算：10年 | 100   | 86    | 2     | 2     | 1        | 28    | 31    | 0        | 1           | .475  | 2064  | 489.2    | 504      | 36          | 125      | 3     | 7        | 247      | 11    | 1        | 222   | 187      | 3.44     | 1.28    |

### 表彰
- 月間MVP：1回 （2009年6月）

### 記録
- オールスターゲーム出場：1回(2009年)

投手記録
- 初登板・初先発：2005年4月20日、対広島東洋カープ4回戦（広島市民球場）、3回1/3を2失点
- 初奪三振：同上、1回裏に尾形佳紀から見逃し三振
- 初勝利・初先発勝利：2008年4月16日、対読売ジャイアンツ5回戦（ナゴヤドーム）、6回1失点
- 初完投勝利・初完封勝利：2009年7月12日、対広島東洋カープ12回戦（ナゴヤドーム）

打撃記録
- 初安打：2008年5月17日、対横浜ベイスターズ7回戦（ナゴヤドーム）、4回裏に小山田保裕から投手内野安打
- 初打点：2009年5月10日、対読売ジャイアンツ9回戦（東京ドーム）、2回表に東野峻から右前適時打

### 登場曲
- 「HANABI」Mr.Children（2009年 - 2013年）
- 「Yesterday and Tomorrow」ゆず（2014年 - 2016年）

### 背番号
- 17 （2005年 - 2016年）

### 登録名
- 川井 進 （かわい すすむ、2005年 - 2008年）
- 川井 雄太 （かわい ゆうだい、2009年 - 2011年）
- 雄太 （ゆうだい、2012年 - 2016年）